# シュヴァルツビール

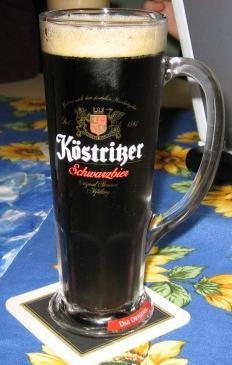
シュヴァルツビールの例
ケストリッツァー シュヴァルツビア

シュヴァルツビール（Schwarzbier）は、下面発酵（ラガー）で製造されるビールのスタイルのひとつである。ドイツのバイエルン地方が発祥と言われている。
日本語表記としては「シュバルツビール」「シュヴァルツビア」「シュバルツビア」、あるいは単に「シュヴァルツ」「シュバルツ」と表記されることがある。日本地ビール協会の『ビアスタイル・ガイドライン1208』では「カテゴリー(E) ダークラガー」の中の「ジャーマンスタイル・シュヴァルツビア」と分類されている。本項では以下「シュヴァルツ」と表記することとする。

## 概要
ドイツ語で「黒ビール」を意味する通りに黒い液色が特徴である。
アルコール度数は4.1%から5%。液色の黒色はローストされたモルトに由来し、同じくローストされたモルトからなる香ばしさと苦味、ラガーらしいすっきりした後味もあるが、甘味を感じさせることも多い。
液色が黒いビールには、他にスタウトやポーターがあるが、これらは上面発酵である。

### ビアスタイル・ガイドラインでの定義
『ビアスタイル・ガイドライン1208』ではシュヴァルツを以下のように定義している。
- 色合いは、ダーク・ブラウンからブラックまでの範囲。
- ローストした麦芽の風味。
- ローないしミディアム・レベルの甘味。
- 高温焙焦モルトに由来する渋味があってはならない。
- ボディはミディアム。
- ホップの苦味はローからミディアムの範囲。
- ノーブル・タイプ[1]のホップを使用し、アロマ[2]とフレーバー[3]のいずれも非常に低レベルに抑えること。ただし皆無ではなく感じられる程度は必要。
- フルーティーなエステル香とダイアセチルの香りがあってはならない。
- アルコール度数は3.8%から5%
- SRM 25から30

SRM イメージ色
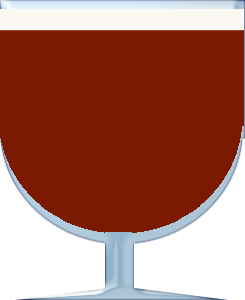
SRM 25
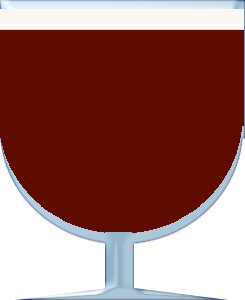
SRM 30

## 歴史
シュヴァルツの歴史は古く、現在でもシュヴァルツの代表的なメーカーであるケストリッツァーは1543年テューリンゲン地方のバート・ケストリッツ村で創業されている。
現在では、液色の淡いビールが一般的となり、シュヴァルツのドイツ国内における市場シェアは1.6%程度である。

## 製品例
ケストリッツァー
- ケストリッツァー シュヴァルツビア (Köstritzer Schwarzbier)

クルムバッハ・ビール醸造所
- モンヒスホーフ・シュヴァルツビール (Mönchshof Schwarzbier)

カイザードーム
- カイザードーム ダークラガー (Kaiserdom Dark Lager Bier)

ヱビスビール(サッポロビール)
- ヱビス プレミアムブラック

舞浜地ビール工房ハーヴェスト・ムーン
- シュバルツ - ジャパン・アジア・ビアカップで2009年、2011年、2012年にダークラガービール部門で金賞受賞や10年連続入賞を果たしている。

イケア
- ダークラガービール(ÖL MÖRK LAGER)
店舗に併設されたフード・マーケットで販売するオリジナルのビール

ベアレン醸造所
- シュバルツ

熊澤酒造
- 湘南ビール シュバルツ

御殿場高原ビール
- シュバルツ